# دهلة صوفيان (بربرود الغربي)
دهلة صوفیان (بالفارسية: دهله صوفیان) هي قرية تقع في إيران في قسم بربرود الغربي الریفي. يقدر عدد سكانها بـ 55 نسمة بحسب إحصاء 2016.